# Conchita Ramos
Pour les articles homonymes, voir Conchita, Grangé et Ramos.
Conchita Ramos, connue également sous le nom de Conchita Grangé-Ramos, née le 6 août 1925 à La Torre de Cabdella (Catalogne) et morte le 27 août 2019 à Toulouse, est une républicaine espagnole engagée dans la Résistance française, déportée dans plusieurs camps de concentration nazis et survivante du camp de Ravensbrück.
Elle demeure une personnalité toulousaine reconnue de l'histoire de la guerre d'Espagne, de la Résistance et de la lutte contre le nazisme pendant la Seconde Guerre mondiale. 

## Biographie
Née en Catalogne, son nom de naissance est Concepción Grangé Beleta. Elle emménage très jeune avec sa famille à Toulouse. Durant la Seconde Guerre mondiale, à l'âge de 17 ans, elle rejoint la Résistance intérieure française, active notamment en Haute-Garonne et en Ariège. En 1943, elle devient agent de liaison sous le nom de Nina ou de la Neboudo (« la nièce » en occitan). Elle fait le lien entre la France et l'Espagne ou bien transmet des messages ou des armes sur le porte-bagage de son vélo. 
Le 24 mai 1944, la milice française fait une descente dans sa maison à Gudas (hameau de Peny) où elle cache d'autres résistants. Elle est d'abord internée à la prison de Foix avec sa tante Elvira Ibarz et sa cousine María Ferrer. Emprisonnée à la caserne Caffarelli, elle est ensuite transférée à la prison Saint-Michel de Toulouse, où elle est torturée par la Gestapo, emprisonnée avec d'autres résistants, mais ne parle pas durant les sept interrogatoires.
Elle est déportée avec les deux personnes de sa famille par le convoi dit du « train fantôme », parti de Toulouse début juillet 1944 avec 800 personnes et arrivé près de deux mois plus tard dans les camps de la mort, à Dachau. Elle porte le matricule Dachau 93.887.
Elle est ensuite transférée le 9 septembre au camp de Ravensbrück, alors qu'elle vient d'avoir 19 ans, où elle porte le matricule Ravensbrück 62.480, puis au camp de concentration d'Oranienbourg-Sachsenhausen. 
En 1945, elle connaît les Marches de la mort avant d'être secourue par l'Armée rouge.
Son calvaire prend fin en mai 1945 avec l'arrivée des soviétiques.
À la fin de la guerre, elle retourne en France, l'Espagne étant désormais soumise à la dictature de Franco. Elle épouse le guérillero catalan Josep Ramos (ou José) à Toulouse et s'installe dans la ville. 
Elle donne de son temps au musée de la Résistance et de la déportation de la Haute-Garonne dès sa création.
Personnalité toulousaine, membre du Conseil départemental de la Résistance, elle témoigne inlassablement auprès des plus jeunes tout au long de sa vie.

## Distinctions
- Officier de la Légion d'honneur[16]
- Médaille militaire[16]
- Commandeur de l'ordre national du Mérite (2008)[16]
- Croix de guerre 1939–1945
- Croix du combattant volontaire de la Résistance

## Hommage
- Une place publique de la ville de Toulouse, dans le quartier de La Reynerie, a été nommée en sa mémoire[17].